# Banana Fish
Banana Fish (バナナフィッシュ?) är en shōjo-mangaserie skriven och tecknad av Akimi Yoshida. Den gavs ut av Shogakukan 1985–1994 i magasinet Shōjo Comic. Serien utspelar sig på 80-talet och kretsar kring Ash Lynx som är ledare för ett ungdomsgäng i New York. Seriens titel, Banana Fish, kommer ursprungligen från J.D. Salingers novell "A Perfect Day for Bananafish". En anime baserad på serien hade premiär i juli 2018 på Fuji TV och Amazon Prime.

## Handling
Berättelsen följer New York-polisen som utreder ett flertal mystiska självmord. Samtidigt kommer journalisten Shunichi Ibe och hans assistent Eiji Okumura till New York för att göra ett reportage om ungdomsgäng. De möter ett gäng ledd av Ash Lynx som har kopplingar till maffian.

## Utgivning
Banana Fish har givits ut av Shogakukan i Shōjo Comic från maj 1985 till april 1994. Shogakukan publicerade också den i 19 tankōbon-volymer. I USA publicerades serien av Viz Media. En animeserie utannonserades i oktober 2017. Regissören är Hiroko Utsumi. Animen väntas bestå av 24 avsnitt och utspelar sig i modern tid.